# Hippolyte Dieu
Pour les articles homonymes, voir Dieu (homonymie).
Hippolyte Dieu, né le 7 décembre 1812 à Hartennes dans l'Aisne et mort le 27 janvier 1887 à Paris, est successivement professeur, puis journaliste, ensuite avocat, puis secrétaire du Secrétariat général du Gouvernement provisoire, avant d'entamer une carrière dans la haute-fonction publique.

## Biographie

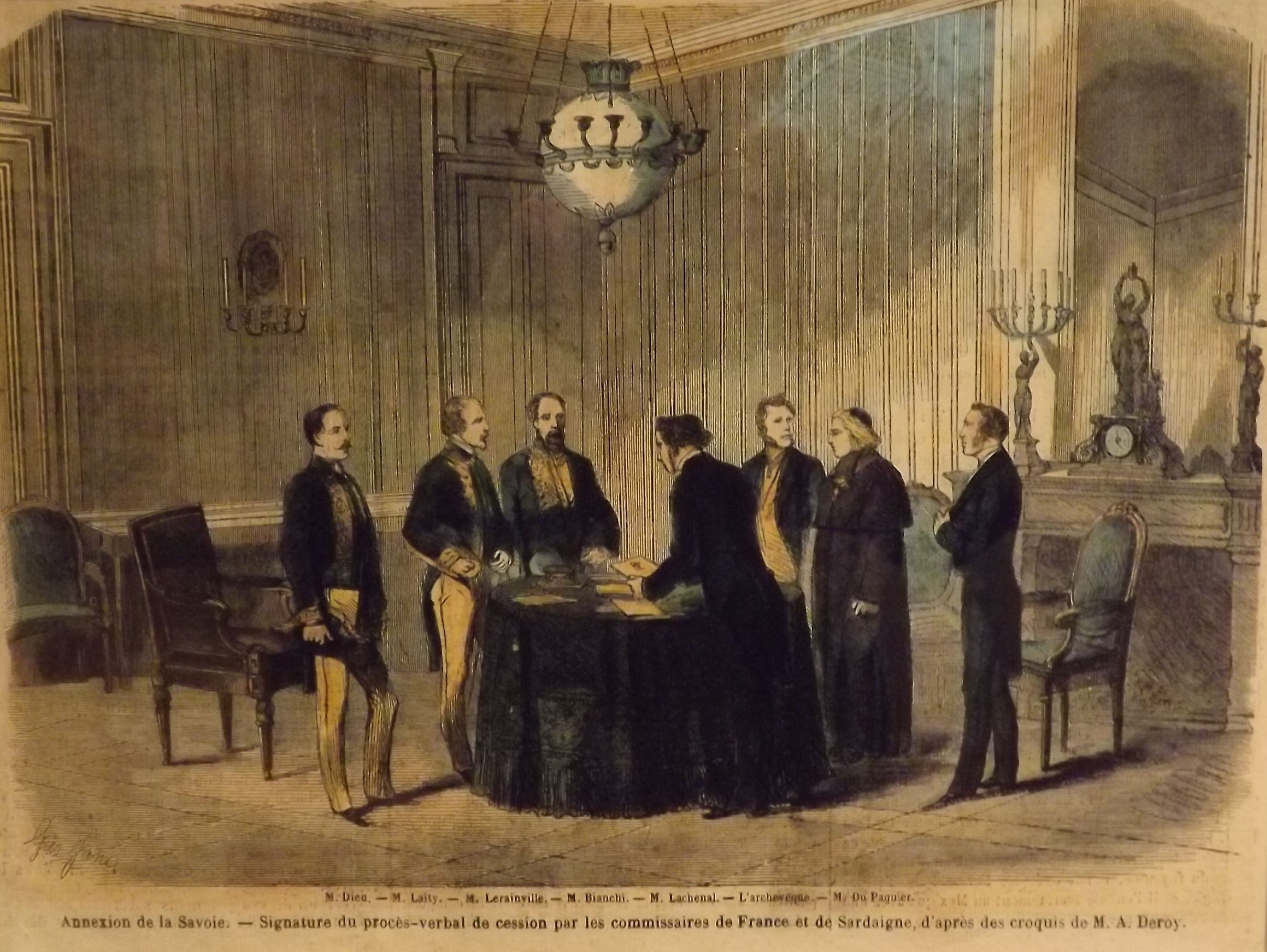
Présence d'Hippolyte Dieu, à gauche, lors de la signature de la cession de la Savoie à la France, le 14 juin 1860.

Louis Hippolyte Dieu est né sur la commune Hartennes, le 7 décembre 1812.
Il suit des études à la faculté de droit de Paris. Il défend la loi Guizot. Sur la période de 1834 à 1848, il participe à la rédaction de plusieurs journaux. Ainsi, en 1841, il fonde et dirige un magazine "Le Moniteur" du Conseil des Prudhommes, jusqu'en 1848. En 1842, il exerce le métier d'avocat à la Cour d'appel de Paris, et en 1848, il est nommé secrétaire du gouvernement provisoire de la république,.
Il est préfet de la Mayenne le 4 juin 1848, avant d'être nommé préfet de la Haute-Saône le 14 mai 1850 jusqu'en 1860,,.
Le 6 mars, il est désigné comme « préfet en mission de l'Empereur » afin de préparer de l'Annexion de la Savoie. Promu préfet hors classe, il est nommé le 14 juin premier préfet du nouveau département de la Savoie. Il entre en fonction le 18 et restera à la tête du département jusqu'en 1863,,.
Il devient ensuite le premier président du Conseil de préfecture de la Seine, jusqu'en 1870,.